# Аврора Грандієн
Анна «Аврора» Леоніда Грандієн (4 жовтня 1857 , Євле  — 2 лютого 1940 , Söderhamns församlingd, Євлеборґ ) — шведська освітянка, журналістка, головна редакторка та видавниця газети Söderhamns Tidning. У 1927 році нагороджена шведською королівською медаллю Illis quorum за визнання її кар'єри редакторки та видавчині.

## Життєпис
Аврора Грандієн народилася 4 жовтня 1857 року в Євле у Швеції. Вона була найстаршою дитиною Анни Маргарети Норбом (до шлюбу Голмгрен) і Мартіна Леонарда Норбома, ткача бавовняної фабрики Strömsbro. У дитинстві Аврора мусила доглядати за двома своїми молодшими братами і сестрами: Карлом та Бертою. З 1877 по 1878 роки вона навчалася в педагогічному коледжі початкової школи в Бьолльне. У 1878—1884 роках працювала вчителькою в Естерфернебо та Євле. На шкільних зборах познайомилася з Рудольфом Грандієном, викладачем гімназії Седергамна й редактором газети Söderhamns Tidning. Вони одружилися в 1885 році, і Аврора була призначена редакторкою.
Söderhamns Tidning була ліберальною газетою, яка публікувала статті на літературні, культурологічні та музичні теми. Після смерті чоловіка в 1904 році Аврора Грандієн стала головною редакторкою видання. У 1913 році вона очолює друкарню та палітурні майстерні. Спочатку дводенна газета Grandien працювала над розширенням бізнесу та модернізацією компанії, а Söderhamns Tidning згодом став щоденним виданням. З посади головної редакторки пішла у 70-річному віці.
У 1927 році вона була нагороджена шведською королівською медаллю Illis quorum на знак визнання її кар'єри редакторки та видавчині. У 1938 році отримала звання почесного члена шведської асоціації видавців газет.
Аврора Грандієн померла в Енгельгольмі 2 лютого 1940 року на 83-у році життя.